# Codriophorus brevisetus
Codriophorus brevisetus là một loài Rêu trong họ Grimmiaceae. Loài này được (Lindb.) Bednarek-Ochyra & Ochyra mô tả khoa học đầu tiên năm 2003.